# Sarana Jaya
Sarana Jaya is een bestuurslaag in het regentschap Bungo van de provincie Jambi, Indonesië. Sarana Jaya telt 1311 inwoners (volkstelling 2010).